# Nana Okada
Nana Okada (岡田 奈々, Okada Nana), née le 7 novembre 1997 à Neyagawa, est une chanteuse et actrice japonaise, ancienne membre du groupe AKB48 et STU48 de 2012 à 2022,.